# Großglattbacher Riedberg
Der Großglattbacher Riedberg ist ein Naturschutzgebiet auf dem Gebiet der Städte Mühlacker im Enzkreis und Vaihingen an der Enz im Landkreis Ludwigsburg in Baden-Württemberg. Mit Verordnung vom 21. Dezember 1979 hat das Regierungspräsidium Karlsruhe das Gebiet unter Naturschutz gestellt. 

## Lage
Das Gebiet liegt zwischen den Ortschaften Großglattbach und Aurich im Bereich der Mündung des Glattbachs in den Kreuzbach. Es gehört zum Naturraum Neckarbecken.

## Schutzzweck
Wesentlicher Schutzzweck ist laut Schutzgebietsverordnung „die Erhaltung einer naturnahen Halbtrockenrasengesellschaft sowie von Feuchtbiotopen als vielfältiger Lebensraum seltener und bedrohter Tier- und Pflanzenarten.“

## Landschaftscharakter
Das Gebiet umfasst einen südexponierten Hang links des Kreuzbachs, der ein Vegetationsmosaik aus Trockenrasen, Feldhecken, Gebüschen und Wald aufweist. Im Südwesten befinden sich in der Talaue des Kreuzbachs Großseggenriede und andere Feuchtbiotope. Die beiden Fließgewässer Glattbach und Kreuzbach sind im Gebiet naturnah ausgeprägt und mit einem weitgehend geschlossenen Auwaldstreifen gesäumt.

## Zusammenhängende Schutzgebiete
Im Osten wird das Gebiet durch die flächenhaften Naturdenkmale Trockenrasen und Hecken in den Gewannen Weiler, Schlätterle und Riedberg und Feldgehölz und Hecken in den Gewannen Schloßäcker und Weiler fortgesetzt. Das Naturschutzgebiet ist eingebettet in das Landschaftsschutzgebiet Kreuzbachtal und ist Teil des FFH-Gebiets Enztal bei Mühlacker.